# Bilbil kreskouchy
Bilbil kreskouchy (Pycnonotus blanfordi) – gatunek małego ptaka z rodziny bilbili (Pycnonotidae). Występuje w Azji Południowo-Wschodniej, niemal wyłącznie w Mjanmie. Nie jest zagrożony wyginięciem.

## Systematyka
Jest to gatunek monotypowy. Dawniej za podgatunek Pycnonotus blanfordi uznawany był bilbil malajski (Pycnonotus conradi) występujący od Tajlandii po środkowy Półwysep Malajski i południowe Indochiny, został on jednak uznany za osobny gatunek na podstawie badań genetycznych (Garg i inni 2016, Jha i inni 2021). Zmiana ta nie została jeszcze wdrożona na wykorzystywanej przez IUCN liście ptaków świata opracowywanej przy współpracy BirdLife International z autorami Handbook of the Birds of the World.

## Morfologia

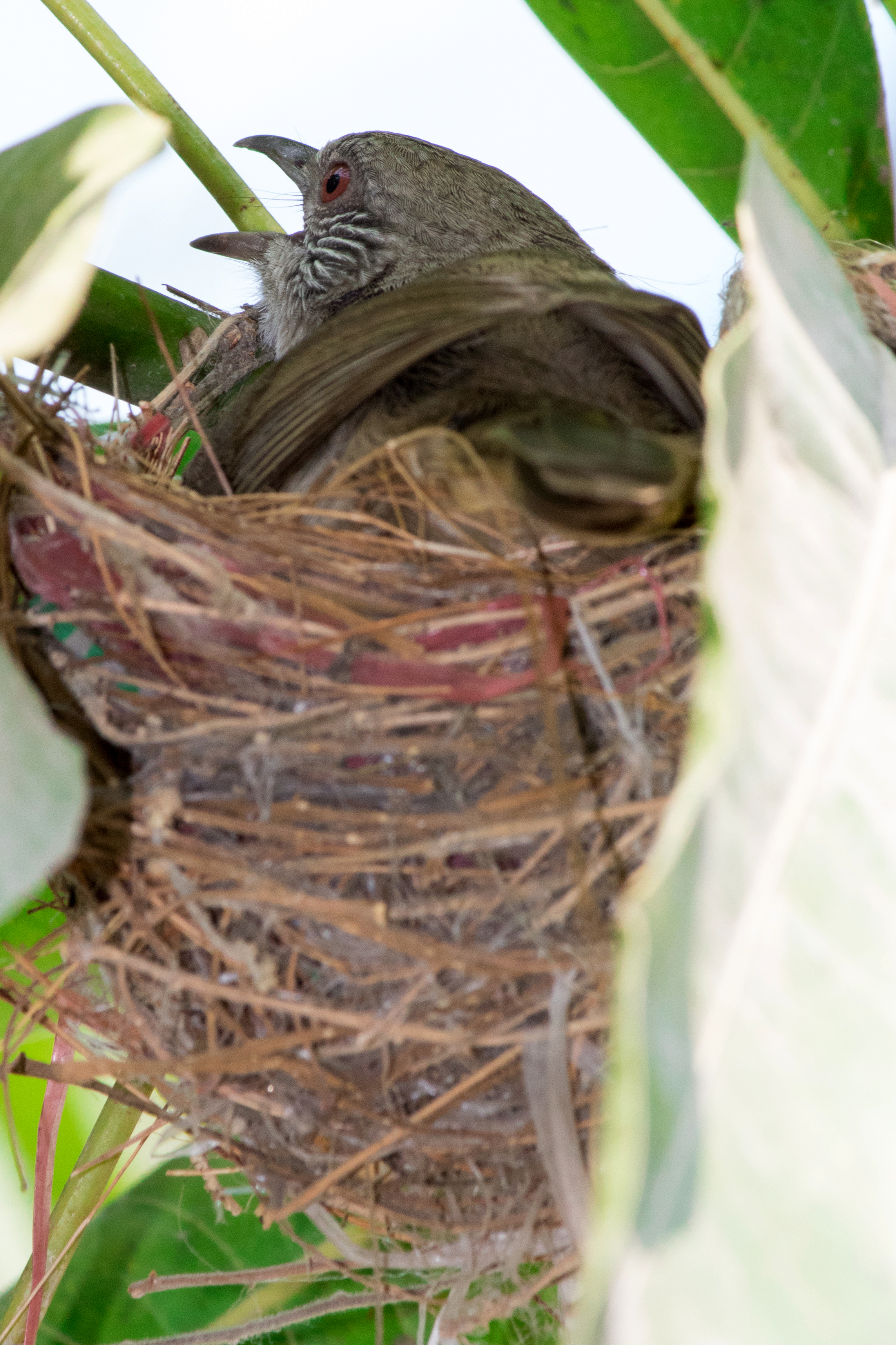
Samica na gnieździe

Długość ciała 17,5–19,5 cm.
Obie płcie są do siebie podobne. Upierzenie jest płowobrązowe, z jaśniejszym spodem ciała, dolną częścią grzbietu i kuprem.

## Występowanie
Gatunek występuje głównie w Mjanmie, był uznawany za endemit tego kraju; od 2018 roku jest także notowany w przyległych rejonach zachodniej Tajlandii. Jest szeroko rozprzestrzeniony na terenach nizinnych. Maksymalna wysokość, na jakiej występuje, to około 900 m n.p.m.

## Ekologia i zachowanie
BiotopZamieszkuje różne typy siedlisk: zarośla, tereny uprawne, miejskie parki, lasy liściaste, suche obrzeża terenów podmokłych, półpustynie czy otwarte przestrzenie z rozproszonymi drzewami.
PożywienieŻywi się głównie owocami i bezkręgowcami.
RozródLegi notowano od marca do września. W sezonie wyprowadza więcej niż jeden lęg. Gniazdo w kształcie kubka zbudowane jest głównie z gałązek i umieszczone w krzewie lub kępie bambusów na wysokości do 2 m nad ziemią. Oboje rodzice opiekują się pisklętami.

## Status
Międzynarodowa Unia Ochrony Przyrody (IUCN) uznaje bilbila kreskouchego za gatunek najmniejszej troski (LC, Least Concern) nieprzerwanie od 1988 roku, stosuje jednak (jak wyżej wspomniano) starsze, szersze ujęcie systematyczne. Liczebność populacji nie jest dokładnie znana, aczkolwiek ptak ten opisywany jest jako pospolity do bardzo licznego. Trend liczebności populacji uznaje się za prawdopodobnie stabilny.